# Olympische Sommerspiele 1976/Leichtathletik – Speerwurf (Männer)
Der Speerwurf der Männer bei den Olympischen Spielen 1976 in Montreal wurde am 25. und 26. Juli 1976 im Olympiastadion Montreal ausgetragen. 23 Athleten nahmen teil.
Olympiasieger wurde der Ungar Miklós Németh. Er gewann mit der neuen Weltrekordweite von 94,58 m vor dem Finnen Hannu Siitonen und dem Rumänen Gheorghe Megelea.
Für die Bundesrepublik Deutschland ging Michael Wessing an den Start. Er erreichte das Finale und wurde dort Neunter.

Der Schweizer Urs von Wartburg schied ohne gültigen Versuch in der Qualifikation aus.

Werfer aus der DDR, Österreich und Liechtenstein nahmen nicht teil.

## Rekorde

### Bestehende Rekorde

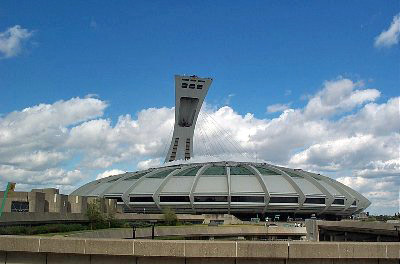
Das Olympiastadion in Montreal

| Weltrekord         | 94,08 m | Klaus Wolfermann ( BR Deutschland) | Leverkusen, BR Deutschland        | 5. Mai 1973       |
| Olympischer Rekord | 90,48 m | Klaus Wolfermann ( BR Deutschland) | Finale OS München, BR Deutschland | 3. September 1972 |

### Rekordverbesserung
Der ungarische Olympiasieger Miklós Németh verbesserte den bestehenden olympischen Rekord im Finale am 26. Juli mit seinem ersten Wurf um 4,10 m auf 94,58 m. Den Weltrekord steigerte er gleichzeitig um fünfzig Zentimeter.

## Durchführung des Wettbewerbs
Die Athleten traten am 25. Juli zu einer Qualifikationsrunde an, die in zwei Gruppen durchgeführt wurde. Sechzehn von ihnen erreichten die direkte Finalqualifikationsweite von 79,00 m. Damit war die Mindestanzahl von zwölf Finalteilnehmern übertroffen. Das Finale fand am 26. Juli statt.
Im Finale hatte jeder Athlet zunächst drei Versuche. Den besten acht Werfern standen anschließend weitere drei Würfe zu.

## Zeitplan
25. Juli, 10:00 Uhr: Qualifikation

26. Juli, 14:30 Uhr: Finale
Anmerkung:
Alle Zeiten sind in Ortszeit Montreal (UTC−5) angegeben.

## Qualifikation
Datum: 25. Juli ab 10:00 1976, Uhr

### Gruppe A
| Platz | Name             | Nation         | 1. Versuch | 2. Versuch | 3. Versuch | Weite   |
| ----- | ---------------- | -------------- | ---------- | ---------- | ---------- | ------- |
| 1     | Seppo Hovinen    | Finnland       | 89,76 m    | –          | –          | 89,76 m |
| 2     | Miklós Németh    | Ungarn         | 89,28 m    | –          | –          | 89,28 m |
| 3     | Jorma Jaakola    | Finnland       | 83,84 m    | –          | –          | 83,84 m |
| 4     | Piotr Bielczyk   | Polen          | 82,56 m    | –          | –          | 82,56 m |
| 5     | Michael Wessing  | BR Deutschland | 75,98 m    | 78,28 m    | 82,54 m    | 82,54 m |
| 6     | Terje Thorslund  | Norwegen       | 82,52 m    | –          | –          | 82,52 m |
| 7     | Jānis Lūsis      | Sowjetunion    | 82,08 m    | –          | –          | 82,08 m |
| 8     | Gheorghe Megelea | Rumänien       | 80,28 m    | –          | –          | 80,28 m |
| 9     | Hannu Siitonen   | Finnland       | 79,38 m    | –          | –          | 79,38 m |
| 10    | Sándor Boros     | Ungarn         | 77,60 m    | 77,18 m    | 70,06 m    | 77,60 m |
| 11    | Ferenc Paragi    | Ungarn         | 73,54 m    | 77,48 m    | 75,76 m    | 77,48 m |

### Gruppe B

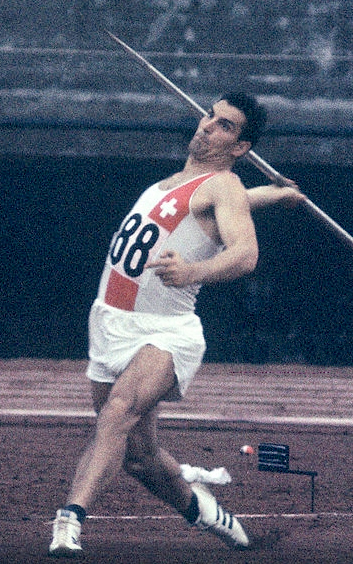
Urs von Wartburg (hier bei den Olympischen Spielen 1964, als er Fünfter wurde) gelang kein gültiger Wurf

| Platz | Name              | Nation         | 1. Versuch | 2. Versuch | 3. Versuch | Weite   |
| ----- | ----------------- | -------------- | ---------- | ---------- | ---------- | ------- |
| 1     | Phil Olsen        | Kanada         | 87,76 m    | –          | –          | 87,76 m |
| 2     | Sam Colson        | USA            | 72,28 m    | 71,74 m    | 86,64 m    | 86,64 m |
| 3     | Wassili Jerschow  | Sowjetunion    | 85,68 m    | –          | –          | 85,68 m |
| 4     | Amado Morales     | Puerto Rico    | 82,08 m    | –          | –          | 82,08 m |
| 5     | Walentin Dschonew | Bulgarien      | 75,66 m    | 80,84 m    | –          | 80,84 m |
| 6     | Bjørn Grimnes     | Norwegen       | 73,74 m    | 80,32 m    | –          | 80,32 m |
| 7     | Anthony Hall      | USA            | 79,56 m    | –          | –          | 79,56 m |
| 8     | Jacques Ayé Abehi | Elfenbeinküste | 74,76 m    | 78,40 m    | 70,10 m    | 78,40 m |
| 9     | Richard George    | USA            | x          | 78,32 m    | 64,96 m    | 78,32 m |
| 10    | Óskar Jakobsson   | Island         | 72,78 m    | 71,90 m    | x          | 72,78 m |
| 11    | Ghassan Faddoul   | Libanon        | x          | 54,92 m    | 53,90 m    | 54,92 m |
| NM    | Urs von Wartburg  | Schweiz        | x          | x          | x          | ogV     |

## Finale

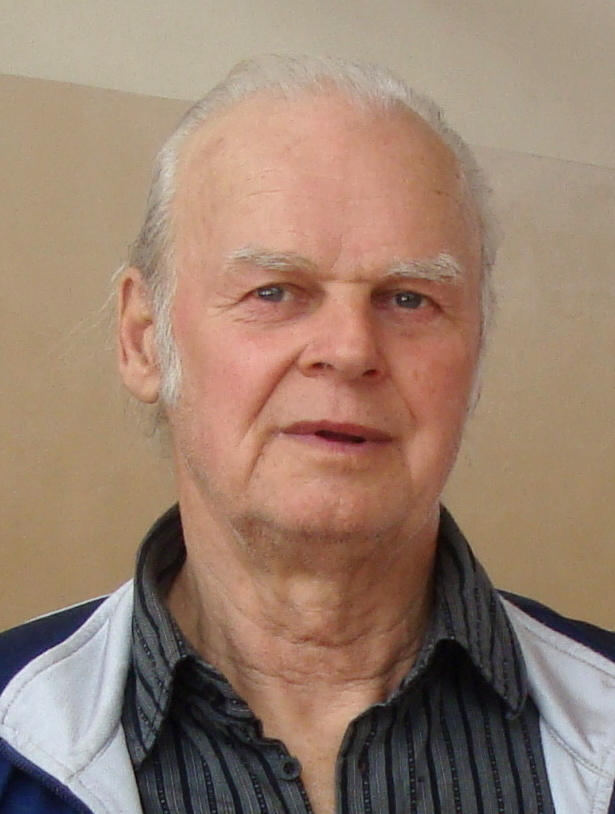
Jānis Lūsis (Foto: 2011), dreifacher Gewinner olympischer Medaillen (1968: Gold / 1972: Silber / 1964: Bronze) und vierfacher Europameister (1962 / 1966 / 1969 / 1971), erreichte noch einmal das Finale und wurde Achter

Datum: 26. Juli 14:30 1976, Uhr
| Platz | Name              | Nation         | Erster Versuch | Zweiter Versuch | Dritter Versuch | Vierter Versuch                        | Fünfter Versuch                        | Sechster Versuch                       | End- resultat |
| ----- | ----------------- | -------------- | -------------- | --------------- | --------------- | -------------------------------------- | -------------------------------------- | -------------------------------------- | ------------- |
| 1     | Miklós Németh     | Ungarn         | 94,58 m WR     | –               | –               | 83,32 m                                | 84,76 m                                | 86,84 m                                | 94,58 m WR    |
| 2     | Hannu Siitonen    | Finnland       | 87,92 m        | x               | 86,58 m         | x                                      | x                                      | 80,92 m                                | 87,92 m000    |
| 3     | Gheorghe Megelea  | Rumänien       | 87,16 m        | 83,16 m         | 82,92 m         | 82,10 m                                | x                                      | x                                      | 87,16 m000    |
| 4     | Piotr Bielczyk    | Polen          | x              | 77,90 m         | 86,50 m         | 81,00 m                                | 82,28 m                                | 82,94 m                                | 86,50 m000    |
| 5     | Sam Colson        | USA            | 77,70 m        | 85,06 m         | 86,16 m         | x                                      | x                                      | x                                      | 86,16 m000    |
| 6     | Wassili Jerschow  | Sowjetunion    | 85,26 m        | x               | 77,06 m         | x                                      | 78,32 m                                | 82,50 m                                | 85,26 m000    |
| 7     | Seppo Hovinen     | Finnland       | 83,46 m        | 83,92 m         | 84,26 m         | x                                      | x                                      | x                                      | 84,26 m000    |
| 8     | Jānis Lūsis       | Sowjetunion    | 79,74 m        | 77,58 m         | 73,76 m         | 74,00 m                                | x                                      | 80,26 m                                | 80,26 m000    |
|       |                   |                |                |                 |                 |                                        |                                        |                                        |               |
| 9     | Michael Wessing   | BR Deutschland | 78,44 m        | x               | 79,06 m         | nicht im Finale der besten acht Werfer | nicht im Finale der besten acht Werfer | nicht im Finale der besten acht Werfer | 79,06 m000    |
| 10    | Terje Thorslund   | Norwegen       | 78,24 m        | x               | 76,48 m         | nicht im Finale der besten acht Werfer | nicht im Finale der besten acht Werfer | nicht im Finale der besten acht Werfer | 78,24 m000    |
| 11    | Phil Olsen        | Kanada         | x              | x               | 77,70 m         | nicht im Finale der besten acht Werfer | nicht im Finale der besten acht Werfer | nicht im Finale der besten acht Werfer | 77,70 m000    |
| 12    | Amado Morales     | Puerto Rico    | 71,30 m        | x               | 75,54 m         | nicht im Finale der besten acht Werfer | nicht im Finale der besten acht Werfer | nicht im Finale der besten acht Werfer | 75,54 m000    |
| 13    | Bjørn Grimnes     | Norwegen       | x              | 73,24 m         | 74,88 m         | nicht im Finale der besten acht Werfer | nicht im Finale der besten acht Werfer | nicht im Finale der besten acht Werfer | 74,88 m000    |
| 14    | Walentin Dschonew | Bulgarien      | 73,16 m        | x               | 73,88 m         | nicht im Finale der besten acht Werfer | nicht im Finale der besten acht Werfer | nicht im Finale der besten acht Werfer | 73,88 m000    |
| 15    | Anthony Hall      | USA            | x              | 68,92 m         | 71,70 m         | nicht im Finale der besten acht Werfer | nicht im Finale der besten acht Werfer | nicht im Finale der besten acht Werfer | 71,70 m000    |
| DNS   | Jorma Jaakola     | Finnland       |                |                 |                 |                                        |                                        |                                        |               |

Stark eingeschätzt vor diesen Spielen wurden die beiden Finnen Hannu Siitonen und Seppo Hovinen. Hovinen konnte mit einem Wurf von fast neunzig Metern in der Qualifikation seine Medaillenanwartschaft bestätigen, während Siitonen, amtierender Europameister, mit einer Weite von weniger als achtzig Metern gerade so das Finale erreichte. Weitere besondere Kandidaten aus dem Teilnehmerfeld, die für eine Medaille in Frage kamen, drängten sich kaum auf. Der Olympiasieger von 1972 Klaus Wolfermann konnte verletzungsbedingt bei diesen Spielen nicht antreten und der in der Vergangenheit mit großen Erfolgen dekorierte Jānis Lūsis hatte nicht mehr die Form früherer Tage. Er belegte immerhin noch einen achten Platz.
Das Finale war auf den Medaillenrängen, wie sich am Ende zeigte, bereits in der ersten Runde entschieden. Der Ungar Miklós Németh, Sohn des Hammerwurfolympiasiegers von 1948 Imre Németh erzielte mit 94,58 m einen neuen Weltrekord. Auf Platz zwei lag Hannu Siitonen mit mehr als sechs Metern Rückstand. Auf dem Bronzerang folgte der Rumäne Gheorghe Megelea. Mitfavorit Seppo Hovinen erreichte Platz sieben.
Miklós Németh errang den ersten ungarischen Olympiasieg im Speerwurf.

Gheorghe Megelea gewann die erste rumänische Medaille in dieser Disziplin.

## Videolinks
- 1976 Olympics Montreal – Men's javelin throw, youtube.com, abgerufen am 13. Oktober 2021
- The winner javelin throw from 76 by Miklos Nemeth, youtube.com, abgerufen am 18. Dezember 2017
- Hannu Siitonen (Finland) Javelin 87.92 meters 1976 Olympics, youtube.com, abgerufen am 13. Oktober 2021
- Sam Colson (USA) Javelin 86.16 meters 1976 Olympics, youtube.com, abgerufen am 13. Oktober 2021
- Phil Olsen (Canada) Javelin 77.70 meters 1976 Olympics, youtube.com, abgerufen am 13. Oktober 2021